# Chanousse
Chanousse är en kommun i departementet Hautes-Alpes i regionen Provence-Alpes-Côte d'Azur i sydöstra Frankrike. Kommunen ligger  i kantonen Rosans som ligger i arrondissementet Gap. År 2022 hade Chanousse 39 invånare.

## Befolkningsutveckling
Antalet invånare i kommunen Chanousse
Referens:INSEE